# Bayou Tortue
Ne doit pas être confondu avec Bayou Queue de Tortue.
Bayou Tortue est un toponyme qui désigne plusieurs étendues d'eau en Louisiane.

## Descriptifs
Bayou Tortue (Lafayette)
Le bayou Tortue qui coule à l'Est de la ville de Lafayette longe l'aéroport régional de Lafayette. Son cours d'eau situé essentiellement dans la paroisse de Lafayette, est très sinueux et s'oriente dans sa partie amont d'Ouest en Est, puis s'incline du Nord vers le Sud avant de bifurquer vers l'ouest et s'entrecroiser avec d'autres bayous et diverses coulées.
- Latitude:	30.1865898
- Longitude:	-91.955119

Bayou Tortue (Avoyelles)
Le bayou Tortue situé dans la paroisse des Avoyelles, est en réalité un lac marécageux. Son altitude est de 14 mètres.
- Latitude:	31.16129
- Longitude:	-91.84734

Bayou Tortue (îles Vénetiennes)
Les îles Vénetiennes situées à l'Est de La Nouvelle-Orléans, sont traversées par de nombreux bayous et canaux : Bayou Bienvenue, Bayou Mercier, Bayou Sauvage, Bayou Tortue, bayou Michoud, et bayou Village de l'Est. 